# Saint-Paul-sur-Ubaye
 Saint-Paul-sur-Ubaye  es una localidad y comuna de Francia, en la región de Provenza-Alpes-Costa Azul, departamento de Alpes de Alta Provenza, en el distrito de Barcelonnette y  en el valle del río Ubaye.

## Demografía
| 226 | 232 | 221 | 208 | 198 | 190 |
| Para los censos de 1962 a 1999 la población legal corresponde a la población sin duplicidades (Fuente: INSEE [Consultar]) |     |     |     |     |     |

## Lugares de interés

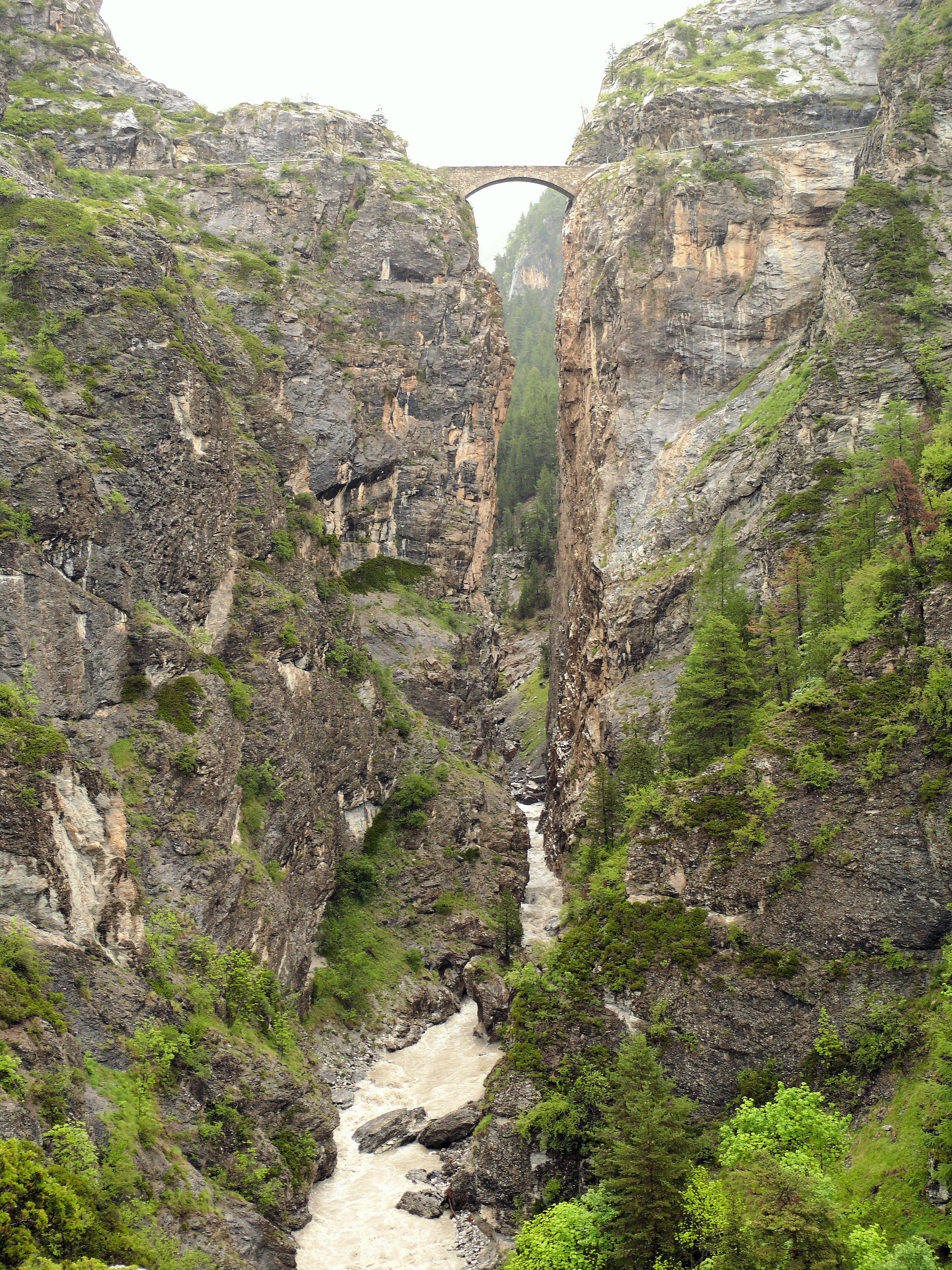
Puente Châtelet sobre el Ubaye.

- El puente Chatelet, con una altura de 110 metros, sobre el Ubaye